# Ton Caanen
Ton Caanen (* 18. März 1966 in Geleen, Provinz Limburg) ist ein niederländischer Fußballtrainer. In der Saison 2011/12 ist er Trainer des zyprischen Erstligisten AEK Larnaka.

## Karriere

### Als Spieler
Caanen begann als Fußballer in der Jugend von Quick’08 in seiner Heimatstadt Geleen, mit dem er in seiner ersten Seniorensaison in die zweite Amateurliga aufstieg. Er spielte anschließend bei VV Sittard und FC Geleen-Zuid in der Hoofdklasse und ließ seine Karriere bei der VV Heidebloem in Geleen ausklingen. Während der Linksfuß zu Anfang seiner Laufbahn auf Linksaußen im Sturm zu finden war, rutschte er im Laufe der Jahre immer weiter nach hinten: zunächst ins Mittelfeld und später war er auf der linken Abwehrseite zu finden. Für einen Verein im bezahlten Fußball war er nie aktiv: „Ich war als Fußballspieler nicht gut genug, um es als Profi zu schaffen.“

### Als Trainer
Seine Trainerlaufbahn begann Caanen als Jugendtrainer beim FC Geleen-Zuid. In den zwei Jahren dort führte er die A-Jugend zweimal in Folge zur Meisterschaft, brachte sie in die dritthöchste landesweite Liga. Anschließend übernahm er die 1. Mannschaft des Vereins, mit der er zunächst abstieg, jedoch im nächsten Jahr den direkten Wiederaufstieg schaffte.
Er nahm ein Angebot von Roda JC an, wo er ab 2001 für die Jugendausbildung verantwortlich zeichnete und im folgenden Jahr die zweite Mannschaft Jong Roda JC trainierte. 2003 verpflichtete ihn der ukrainische Klub Metalurg Donezk als Cheftrainer. Mit Metalurg erreichte er in der Premjer-Liha einen UEFA-Startplatz.
Im Jahre 2005 ging Caanen nach Israel. Er wurde zunächst Trainer von Beitar Jerusalem, nahm aber wenige Wochen später bereits seinen Abschied, als Luis Fernández – der als Direktor kurz nach Caanen zum Verein gekommen war – ihn aus dem Traineramt drängte. Nur eine Woche später unterzeichnete er bei Maccabi Tel Aviv, wo er die Nachfolge des kurz zuvor entlassenen Nir Klinger antrat. Im Juli 2006 wechselte Caanen für eine Spielzeit erneut in die ukrainische erste Liga zu Stal Altschewsk. In der Saison 2009/10 war er Trainer beim FC Valletta auf Malta, wo er mit Jordi Cruijff als Spieler und Trainerassistent zusammenarbeitete. Valletta gewann mit ihnen den maltesischen Pokalwettbewerb. Zur folgenden Saison wechselten beide zu AEK Larnaka auf Zypern, Caanen als Cheftrainer und Cruijff als Technischer Direktor. Sie führten den Aufsteiger mit Spielern wie dem niederländischen ehemaligen Nationalspieler Kevin Hofland und Gregoor van Dijk in der ersten Saison in die UEFA Europa League. Zur Saison 2011/12 schloss sich auch Ex-Nationalspieler Tim de Cler der Mannschaft an.

#### Stationen
im Profifußball
- 2001–2003 Roda JC (Jugendtrainer)
- 2003–2004 Metalurg Donezk
- 200500000 Beitar Jerusalem
- 2005–2006 Maccabi Tel Aviv
- 2006–2007 Stal Altschewsk
- 2009–2010 FC Valletta
- 2010–0000 AEK Larnaka